# مانفرد دکرت
مانفرد دکرت (آلمانی: Manfred Deckert؛ زادهٔ ۳۱ مارس ۱۹۶۱) اسکی‌باز پرش اهل آلمان بود.